# Heterochelamon purpureomanuale
Heterochelamon purpureomanuale is een krabbensoort uit de familie van de Potamidae. De wetenschappelijke naam van de soort is voor het eerst geldig gepubliceerd in 1934 door Wu.